# Печать Бостона
Печать Бостона (англ. Seal of Boston City) — один из официальных символов города Бостон, США.
Центральным элементом выступает вид на город, который открывается путникам, которые прибывают с океана. Под ним надпись «Bostonia condita A.D. 1630. Civitatis regimine donata A.D. 1822» (с лат. — «Бостон основан в 1630 году. Город с 1822 года»), что говорит о дате основания города. По кругу сверху идёт надпись «Sicut Patribus Sit Deus Nobis» (с лат. — «Бог с нами, как он был с нашими отцами»).
2 января 1823 года в Бостоне был принят закон, направленный на создание городской печати. Первый вариант печати появился в 1827 году. Текущий вид печать обрела в 1914 году. Дизайн был выполнен Джоном П. Пениманом. 